# 小倉金之助
小倉 金之助（おぐら きんのすけ、1885年〈明治18年〉3月14日 - 1962年〈昭和37年〉10月21日）は、日本の数学者・数学史家・随筆家。大阪医科大学（現・大阪大学医学部）教授を歴任。山形県酒田市生まれ。

## 略歴
1905年（明治38年）、東京物理学校（現・東京理科大学）を卒業。東京帝国大学理科大学（現・東京大学理学部）化学選科に入学するが、家業を継ぐために中退し、山形に戻る。
林鶴一のもとで数学を学び、1911年（明治44年）東北帝国大学の助手となる。1916年（大正5年）に微分幾何の研究で、理学博士の学位を取得。
1917年（大正6年）から大阪医科大学（現・大阪大学医学部）塩見理化学研究所研究員。1919年（大正8年）から3年間渡欧し、1920年（大正9年）ストラスブールの国際数学者会議では、類体論を発表した高木貞治に随行し、自身も補完法について講演を行っている。1925年（大正14年）に塩見理化学研究所長、大阪医科大学の教授となった。1932年（昭和7年）には唯物論研究会の発起人の一人となる。1936年（昭和11年）に「自然科学者の任務」を発表、軍国主義に反対した。1937年（昭和12年）に塩見理化学研究所を辞し、著作活動に専念する。1940年（昭和15年）から1943年（昭和18年）まで東京物理学校理事長。
1946年（昭和21年）に設立された民主主義科学者協会会長を務めた。1948年（昭和23年）から日本科学史学会会長、1962年（昭和37年）から日本数学史学会会長を務めた。
小倉金之助が集めた和漢洋の算書は、早稲田大学図書館に収められ、小倉文庫が設置されている。小倉文庫は和算書がその大半を占め、寛永版『塵劫記』13種をはじめとする塵劫記の諸版が数多く集められているほか、中国算書『明版幾何原本』といった稀覯本、天文 ・暦法・測量といった分野の書籍も蒐集されている点が特徴である。
中央公論社で科学雑誌『自然』を創刊した編集者で、『キネマ旬報』に映画評論を執筆していた小倉真美(1907-1967)は息子。

## 著書

### 単著
- 『図計算及び図表』山海堂出版部、1923年3月。
- 『数学教育の根本問題』イデア書院、1924年3月。
- 『統計的研究法』積善館、1925年6月。
- 『数学教育史 一つの文化形態に関する歴史的研究』 岩波書店、1932年6月 ISBN 4-00-005491-0
- 『数学史研究 第1輯』 岩波書店、1935年12月
- 『科学的精神と数学教育』 岩波書店、1937年7月
- 『家計の数学』 岩波書店、1938年11月
- 『日本の数学』 岩波新書 赤版、1940年3月 NDLJP:1684286 / 改版1964年9月、度々復刊 ISBN 400-4000165
- 『戦時下の数学』 創元社、1944年11月 (国民学術協会選書）
- 『一数学者の回想』 河出書房、1951年（市民文庫）/ 筑摩書房、1967年4月、復刊1985年（筑摩叢書） ISBN 4480010807
- 『近代日本の数学』 新樹社、1956年、改訂1971年 / 講談社学術文庫、1979年
- 『小倉金之助著作集』 勁草書房 全8巻
  1. 数学の社会性、1979年 ISBN 4-326-79819-X
  2. 近代日本の数学、1973年 ISBN 4-326-79820-3
  3. 中国・日本の数学、1978年 ISBN 4-326-79821-1
  4. 数学教育の根本問題、1976年 ISBN 4-326-79822-X
  5. 数学と教育、1974年 ISBN 4-326-79823-8
  6. 数学教育の歴史、1974年 ISBN 4-326-79824-6
  7. 科学論・数学者の回想、1974年 ISBN 4-326-79825-4
  8. 読書雑記、1975年 ISBN 4-326-79826-2
- 『数学史研究 第一輯』 岩波書店、2012年 ISBN 978-4-00-730027-1
- 『数学史研究 第二輯』 岩波書店、2012年 ISBN 978-4-00-730028-8

### 共著
- 『級数概論』 大倉書店、1912年、（共著者：林鶴一）
- 『中等教育ぐらふト其応用』 積善館、1920年4月、（共著者：津村文次郎）
- 『数学と人生』 学生社、1977年12月 ISBN 4-311-41613-X （共著者：中村幸四郎）
- 『日本数学教育史』 明治図書、1978年8月 （共著者：黒田孝郎）
- 『日本資本主義発達史講座 第2部 14』 岩波書店、1982年 （共著者：岡邦雄）

### 訳書
- ジョージ・サーモン『解析幾何学 : 円錐曲線（A treatise on conic sections）』 山海堂出版部、1914年8月
- ルーシェ、コンブルース共著『初等幾何学 第1巻 平面之部』 山海堂書店、1913年2月（補訳）
- フロリアン・カジョリ『初等数学史』 共立出版（補訳）、1970年、復刊1997年 / ちくま学芸文庫（中村滋校訂、上下）、2015年4月

## 関連本
- 阿部博行編 『われ科学者たるを恥ず』 法政大学出版局、2007年7月 ISBN 978-4-588-31618-0